# رضا بانکی
رضا بانکی (زاده ۲۷ فروردین ۱۳۱۸ در اصفهان) عکاس، مدیر فیلم‌برداری، تهیه‌کننده و بازیگر اهل ایران است.

## بازیگر
- بچه‌های طلاق (۱۳۶۸)
- الکی خوش (۱۳۵۳)
- تهمت (۱۳۵۳)
- کنیز (۱۳۵۳)
- بندری (۱۳۵۲)
- مرد (۱۳۵۱)
- بابا شمل (۱۳۵۰)
- شب عروسی (۱۳۵۰)
- رام کردن مرد وحشی (۱۳۴۹)
- عقاب طلایی (۱۳۴۹)
- قوز بالا قوز (۱۳۴۹)
- امشب دختری می‌میرد (۱۳۴۸)
- پسران قارون (۱۳۴۸)
- پلی بسوی بهشت (۱۳۴۷)
- سر سخت (۱۳۴۷)
- قوس و قزح (۱۳۴۷)
- من شوهر می‌خواهم (۱۳۴۷)
- داش احمد (۱۳۴۶)
- پسر دهاتی (۱۳۴۵)
- کابوس (۱۳۴۵)
- در دنیا بیگانه بودم (۱۳۴۴)
- زشت و زیبا (۱۳۴۴)
- شیطان سفید (۱۳۴۴)
- تعقیب خطرناک (۱۳۴۳)
- سرکش (۱۳۴۳)
- زنگ‌های خطر (۱۳۴۲)

## تهیه‌کننده
- دیگه چه خبر!؟ (۱۳۷۰)
- افسانه آه (۱۳۶۹)
- بچه‌های طلاق (۱۳۶۸)
- تو و من (۱۳۹۰)

## مدیر فیلم‌برداری
- تلافی (۱۳۸۶)
- بی وفا (۱۳۸۵)
- سوغات فرنگ (۱۳۸۵)
- عروس فراری (۱۳۸۳)
- کما (۱۳۸۲)
- رز زرد (۱۳۸۱)
- زندانی ۷۰۷ (۱۳۸۰)
- نوروز (۱۳۸۰)
- تکیه بر باد (۱۳۷۹)
- شب‌های تهران (۱۳۷۹)
- دوستان (۱۳۷۸)
- باشگاه سری (۱۳۷۷)
- خلبان (۱۳۷۶)
- زخمی (۱۳۷۶)
- غریبانه (۱۳۷۶)
- عبور از خط سرخ (۱۳۷۴)
- مهریه بی بی (۱۳۷۳)
- پاییز بلند (۱۳۷۲)
- دو روی سکه (۱۳۷۱)
- انفجار در اتاق عمل (۱۳۷۰)
- دیگه چه خبر!؟ (۱۳۷۰)
- افسانه آه (۱۳۶۹)
- فرماندار (۱۳۶۹)
- بچه‌های طلاق (۱۳۶۸)
- دل نمک (۱۳۶۸)
- شب دهم (۱۳۶۸)
- بحران (۱۳۶۶)
- جدال در تاسوکی (۱۳۶۵)
- سمندر (۱۳۶۴)
- گردباد (۱۳۶۴)
- ریشه در خون (۱۳۶۳)
- شب شکن (۱۳۶۳)
- سناتور (۱۳۶۲)
- فصل خون (۱۳۶۰)
- فریاد زیر آب (۱۳۵۶)
- میهمان (۱۳۵۵)
- رقیب (۱۳۵۴)
- زیبای پررو (۱۳۵۴)
- آقا مهدی وارد می‌شود (۱۳۵۳)

## جشنواره‌ها
- برنده سیمرغ بلورین بهترین فیلم برای فیلم بچه‌های طلاق در هشتمین دوره جشنواره فیلم فجر - ۱۳۶۸
- کاندیدای بهترین جلوه‌های ویژه میدانی و تصویری برای فیلم دیگه چه خبر!؟ در دهمین دوره جشنواره فیلم فجر - ۱۳۷۰